# Gérald Harvey
Gérald Harvey, né le 1er mars 1928 à Jonquière, est un homme d'affaires et homme politique québécois.
Il est député à l'Assemblée nationale du Québec pendant seize ans sous la bannière du Parti libéral du Québec, député de la circonscription de Jonquière-Kénogami de 1960 à 1966 et de Jonquière de 1966 à 1976. Il est ministre dans le gouvernement Bourassa de 1970 à 1976.

## Biographie
Né à Jonquière le 1er mars 1928, Gérald Harvey est le fils de Charles Harvey, menuisier, et de Cécile-Ida Girard, et le frère d'André Harvey, aussi député libéral à l'Assemblée nationale du Québec de 1970 à 1976.
Il est déjà un féru de la politique dans sa jeunesse. C'est ainsi qu'il accède à la présidence de l'Association libérale de Jonquière-Kénogami.  On le retrouve également président de la Fédération régionale de cette formation politique au Saguenay-Lac-Saint-Jean en 1958. Et pendant douze ans, Gérald Harvey milite en qualité de membre du conseil supérieur de la Fédération libérale du Québec.  En 1960, à l'âge de 32 ans, il est élu pour un premier mandat dans la circonscription de Jonquière-Kénogami. Ses concitoyens le réélisent dans la même circonscription en 1962 et dans celle de Jonquière en 1966, 1970 et 1973.  Membre de l'équipe du premier ministre Jean Lesage, le député libéral de Jonquière est d'abord nommé, à peine deux ans après son entrée à l'Assemblée nationale du Québec, adjoint parlementaire du ministre de la Famille et du Bien-être social. 
À partir de 1970, il est ministre dans le cabinet du premier ministre Robert Bourassa. Il est successivement ministre d'État à la Famille et au Bien-être social du 12 mai au 1er octobre 1970, ministre du Revenu du 1er octobre 1970 au 30 juillet 1975, ministre du Travail et de la Main-d'œuvre du 30 juillet 1975 au 26 novembre 1976,.
De 2005 à 2008, il est secrétaire-trésorier de l'Amicale des anciens parlementaires du Québec. 

## Distinctions et prix
Il est récipiendaire, en 2011, du prix Jean-Noël-Lavoie décerné par l'Amicale des anciens parlementaires du Québec. 